# Luis Rijo
Luis Alberto Rijo (28. září 1927 – 8. května 2001, Rivera) byl uruguayský fotbalista. Nastupoval především na postu útočníka.
S uruguayskou reprezentací vyhrál mistrovství světa roku 1950, byť byl náhradníkem a do bojů na turnaji přímo nezasáhl.
Svou klubovou kariéru spojil s Centralem Español. V roce 2005 vydala Uruguayská pošta známku ke 100 letům klubu Central Español, na níž byli vyobrazeni Rijo, Víctor Rodríguez Andrade a trenér Juan López, tedy tři reprezentanti Centralu, kteří se zúčastnili památného mistrovství světa z roku 1950.